# Архитектура Азербејџана
Архитектура Азербејџана (азербејџански Azərbaycan memarlığı) представља архитектуру а односи се и на развој архитектуре у Азербејџану.
Архитектура у Азербејџану обично комбинује елементе истока и запада. У модерном Азербејџану постоје многа древна архитектонска блага, попут Девојачке куле и Палате Ширваншаха у озиданом граду Бакуу. Између осталог средњовековног архитектонског блага који одражава утицај више школа су палата ширванских шахова у Бакуу, палата Шакијских Канова у граду Шаки на северу централног Азербејџана, храм Суракани на Апшеронском полуострву, бројни мостови који се протежу дуж Река Арас и неколико маузолеја. У деветнаестом и почетком двадесетог века створена је мала монументална архитектура. Међу најновијим архитектонским споменицима, подземна железница у Бакуу истиче се својим раскошним декором. Урбанистичке и архитектонске активности регулише Државни комитет за изградњу града и архитектуру Азербејџанске Републике.

## Ширваншах палата
Ширваншахови су владали државом Ширван на северу Азербејџана од 6. до 16. века. Њихова пажња преусмерена је на Баку у 12. веку, када је Ширваншах Манучер III наредио да се град опколи зидинама. 1191. године, након што је разорни земљотрес уништио главни град Шамаки, резиденција Ширваншахова је пресељена у Баку, и постављен је темељ комплекса Ширваншах. Овај комплекс, саграђен на највишој тачки Ичари Шахара, и даље је један од најупечатљивијих споменика средњовековне архитектуре у Азербејџану. 
Различити делови комплекса Ширваншах нису  настали у исто време и није постојао генерални план изградње целог комплекса. Уместо тога, свака зграда је дограђивана, по потреби.
Велики део грађевине изграђен је у 15. веку, за време владавине Калилулаха I и његовог сина Фарука Јасара, 1435-1442.
Зграде које припадају комплексу укључују станове, џамију, Диванкану осмоугаоног облика (Краљевска скупштина), гробницу за чланове краљевске породице, маузолеј Сејида Јахја Бакувија (тадашњег чувеног астронома) и купатило.
Све ове зграде осим дневног боравка и купатила су прилично добро очуване. Има 27 соба на првом спрату и 25 на другом.
Стварна оригинална функција комплекса Ширваншах још увек се истражује. Иако се обично описује као палата, неки стручњаци то доводе у питање. Комплекс једноставно нема краљевску величину и огромне просторе који су обично повезани са палатом; на пример, не постоје велики улази за пријем гостију или огромне краљевске спаваће собе. Већина соба се чини погоднијима за мале уреде или стамбени простор монаха.

### Диванкана
Ова јединствена грађевина, смештена на горњем нивоу терена, има облик осмостраног павиљона. Филигрански портал на улазу детаљно је обрађен у кречњаку.
Централни натпис са датумом изградње скупштине и именом архитекте можда су уклоњени након што је Шах Исмаил Катаи освојио Баку 1501.
Међутим, постоје два врло занимљива шестоугаона медаљона са обе стране улаза. Сваки се састоји од шест ромбова с врло необичним узорцима исклесаним у камену. Сваки сложен цртеж укључује основне принципе шиитске вере: „Не постоји други Бог осим Бога. Мухамед је његов пророк. Алија је глава верника." У неколико ромбова реч "Алах" (Бог) је урезана обрнуто, тако да се може читати у огледалу. Чини се да су резбарије читљиве у огледалу биле прилично уобичајене у оријенталном свету у то време.
Учењаци сматрају да је Диванкана била маузолеј намењен за Калилулаха I или га је можда он користио. Његова ротунда подсећа на оне пронађене у маузолејима Бајандур и Мама-Катун у Турској. Такође, мала соба која претходи главној осмоугаоној дворани уобичајена је карактеристика у маузолејима Ширвана.

### Гроб Ширваншаха
Ова зграда налази се на доњем нивоу терена и позната је као Турбе (гробница). Натпис на своду датира из 1435-1436 и каже да га је Калилулах саградио за своју мајку Бика каним и свог сина Фарука Јамина. Мајка му је умрла 1435, а син 1442, са седам година. Касније је откривено још десет гробница; они су можда припадали другим члановима Шахове породице, укључујући још два сина која су умрла током његовог живота.
Улаз у гробницу украшен је резбаријама у кречњаку. Једна од најзанимљивијих карактеристика овог портала су два медаљона у облику капљице.
Турбе је једно од ретких делова комплекса Ширваншах где се зна име архитекте који је градио конструкцију. На порталу гробног свода име „Ме'мар (архитекта) Али“ је урезано у дизајн, али обрнуто, као да се огледа у огледалу. Неки учењаци сматрају да би архитекта, ако би Шах открио да је уписао своје име на виши положај од шаховог, био строго кажњен. Ефекат огледала је уведен тако да је могао оставити своје име за потомство.

### Остаци историје
Други важан део комплекса је џамија. Према компликованим натписима на њеном минарету, Калилулах I је наредио његову изградњу 1441. године. Висина овог минарета је 22 метра. Кључна џамија Кеј Губад, која се налази на само неколико метара изван комплекса, саграђена је у 13. веку. Уништена је 1918. године у пожару; остале су само базе њених зидова и стубова. У близини је Маузолеј из 15. века, за кога се говори да је место где је сахрањен дворски астроном Сејид Јахја Бакуви.
Муратова капија је каснији додатак комплексу. Натпис на капији говори о томе да га је 1586. године саградио држављанин Бакуа по имену Баба Рајаб током владавине турског султана Мурата III. Изгледа да је служио као капија неке зграде, али није познато каква је зграда била и да ли је икада постојала.
У 19. веку, комплекс је коришћен као складиште оружја. Око његовог обода додани су зидови, уски прорези исклесани су у камену, како би се са њих могло пуцати.
У дворишту се може видети изрезбарено камење из фризова донетих са уништене тврђаве Сабајил која лежи потопљена под водом крај обале Бакуа. На камењу су уклесани текстови који бележе родослов Ширваншаха.
Комплекс је 1920. године означен као историјско место, а реконструкција траје од тада. Према речима Севде Дадашове, директорке, обнова тренутно напредује, мада много спорије него што би било пожељно због недостатка финансијских средстава.

## Палате
- Палата Ширваншаха, Баку
- Палата Шакијских канова, Шаки
- Палата Нахчиван канова, Нахчиван

## Облакодери и високе зграде
Крајем деведесетих година 20. века високе зграде су се појавиле у Бакуу, главном граду Азербејџана. Најистакнутије грађевине су "Пламене куле", "Порт Баку куле", "Трамп Интернационал Хотел &amp; Кула Баку", "Азуре". "Кула СОКАР" и "Пројекат развоја полумесеца" су у изради и планирано је да буду највиши по завршетку.

## Архитектура Азербејџана у 20. веку
Почетна фаза архитектонског развоја у Азербејџану током совјетске ере повезана је са оснивањем радничких насеља око Бакуа, као што су Бинагади, Расулзаде, Бакиканов, Монтин, Мамадјаров.
Генерални изглед Великог Бакуа, једног од првих великих планова у бившем Совјетском Савезу, такође је укључивао изградњу нових региона. Поред мера за решавање стамбеног проблема, у Апшеронском рејону је побољшана и транспортна комуникација.
Први дипломски програм Грађевинског факултета Политехничког института у Азербејџану био је 1929. године. Млади архитекти С. Дадашов и М. Усејнов пројектовали су фабрику Бајил (данашње породилиште), нову зграду Азербејџанског индустријског института (садашња Државна академија за нафту и индустрију Азербејџана) (1932), Кућу радника ликовних уметности, неколико стамбених зграда Педагошке техничке школе у Газаку (све 1933) и остварили њихову изградњу.
Од 1930-их почиње нова фаза у азербејџанској архитектури. Изградња Седишта владе у Бакуу започела је 1934. године, али је почетком Другог светског рата прекинута градња. Након Другог светског рата 1945. године, започела је изградња недовршене зграде. Коначно, изградња ове зграде завршена је 1952. године.
Позориште Низами и бивша зграда Министарства прехрамбене индустрије Републике Азербејџан (обе током 1937-1939), које су саграђене на основу пројеката С. Дадашова и М. Усејнова, разликују се од осталих зграда због своје просторне структуре и архитектонских решења.
Крајем тридесетих година 20. века у земљи су изграђене многе школске зграде, и започета реализација генералних планова градова Јевлах, Канкенди и Шаки.
Азербејџанска национална библитека названа по М.Ф. Аксундову саграђена је 1961. године у синтези модерног и класичног стила, по пројекту Михаила Хусејнова, позната је као највећа зграда библиотеке на Кавказу.
Маузолеји Јусиф ибн Кусејра и Момине Катун, које је створио Адјами Накчивани, а чија је прослава 850 година одржана 1976, спасени су од уништења и реконструисани.
Председничка палата изграђена је на основу пројеката: Фуад Орујов (руководилац пројекта), Тахир Алахвердијев (архитекта) и Мадат Калафов (пројектант) током 1977-1986. године. Председничка палата је дванаестоспратна зграда са покривеним материјалима: мермером и гранитом.
Различите одлуке су донете и разни догађаји су се десили, а који се односе на проблеме заштите историјски градова Азербејџана и свих система изградње градова. Шаки (1968), Ичаришахар у Баку, Шуша и Ордубад (1977), Лахиј насеље (1980), село Нардаран (1992), град Шабран, Давачи регион (2002), село Илису, Как регион (2002), Арпачај обала, Регион Ордубад (2002), торањ Чирагала, регион Давачи (2002), село Киш, регион Шаки (2003), Пир Хусеин канагах (пребивалиште), регион Хадјигабул (2004) проглашени су историјским резерватима архитектуре Азербејџана.

## Архитектура Азербејџана у 21. веку

### Пламене куле
Азербејџан је дуго називан Земља ватре. Из тог разлога се фигуре пламена често користе у овој земљи. Архитектура Пламених кула је најистакнутији представник фигура пламена у Азербејџану. Структура у облику пламена опремљена је ЛЕД екранима. То је највиша грађевина у земљи са висином од 182 м. Укупна површина зграде је 235.000 квадратних метара. Пламене куле се састоји од три зграде, укључујући хотел, апартмане и канцеларије. Изградња зграде је започела 2007. године, а завршена је 2012. године. У 2013. години  је добио MIPIM награду као „најбољи хотелски и туристички центар“.

### Центар за културу Хајдар Алијев
Главни чланак: Центар Хајдара Алијева 
Један од најважнијих и највидљивијих примера нове архитектуре у Азербејџану је Центар Хајдар Алијев. Културни центар Хајдара Алијева обухвата историју успона Каспијског мора у азербејџанској митологији. Ирачко-британски архитекта Заха Хадид именованa је за архитектонског дизајнера центра Хајдар Алијев 2007. године. Центар се сматра једним од симбола модерног Бакуа. Површина комплекса је 15,93 хектара. У пројекту нису коришћене равне линије а симболишу спајање прошлости са будућношћу. Циљ је био одвајање од монументалне совјетске архитектуре која је прилично уобичајена у Бакуу и изражавање сензибилитета азербејџанске културе и оптимизма нације која гледа у будућност.

### Баку кристална дворана
Кристална дворана Баку је спортско-забавни комплекс, који је саграђен за одржавање Евровизије 2012. у Бакуу. 2. августа 2011. објављено је да је потписан главни уговор са немачком грађевинском фирмом под називом „Alpine Bau Deutchland AG’“ и да су започеле потребне припреме. Изградња арене завршена је 16. априла 2012. године. Капацитет ове дворане је 25.000 гледалаца и ВИП соба у арени. Величанствени систем осветљења који се користи у кристалној дворани у Бакуу састоји се од преко 2.500 рефлектора и више од 3.000 метара каблова који су донети из Немачке. Светлеће диоде са површином већом од 1.300 м постављене су у облику електронских прозора на сцени кристалне дворане у Бакуу.

### Олимпијски стадион у Бакуу
Изградња стадиона почела је 6. јуна 2011, а учествовали су председник Илхам Алијев, бивши председници ФИФЕ и УЕФА - Сеп Блатер и Мишел Платини. Церемонија отварања олимпијског стадиона у Бакуу одржана је 6. марта 2015, а стадион је предвиђен за одржавање великих спортских догађаја у Азербејџану. Овај мултифункционални стадион највећи је стадион у Азербејџану, укупног капацитета 68.700 места за гледаоце. Олимпијски стадион у Бакуу је изабран као 7. најбољи стадион на свету од стране StadiumDB-а. Изградња стадиона додељена је турској компанији ТЕКФЕН. На подручју око стадиона створено је неколико хотела, паркинг места (укупно 3.617) и зелени простор (81.574 квадратна метра). Олимпијски стадион у Бакуу се састоји од ВВИП, ВИП - ЦИП соба, укупно 127 са  капацитетом гледалишта - 720, 1800 места за седење са загревањем, зграда МЕП-а, инфо центар и две спољне зграде.

### Национална гимнастичка арена
Национална гимнастичка арена, пројектована за 9.000 људи, налази се у непосредној близини станице метроа Корогхлу на аутопуту Хејдар Алијев. Број седишта се може променити са 5.000 на 9.000 седишта у зависности од капацитета и природе такмичења. Арена има две етапе, ВИП категорију за спонзоре на сваком спрату, собе за одмор и трпезарију.

## Галерија
- Девојачка кула у Бакуу.
- Палата Ширваншаха
- Четвороугаони дворац Мардакан
- Аскеран тврђава
- Маузолеј Момине Катун
- Палата Шакијских Канова
- Палата Накчиван Канова
- Манастир Ганџасар у Калбајару
- Манастир Дадиванк
- Православна црква Светог Михајла Арханђела у Бакуу
- Православна катедрала Светих Мироноша
- Арменска катедрала Газанчетсотс у Шуши
- Маузолеј имамзадеха (Барда)
- Црква Безгрешног зачећа, Баку
- Лутеранска црква Спаситеља, Баку
- Џума џамија, Шамаки
- Мухамед џамија
- Џамија Таза Пир
- Купола џамије Биби-Хејбат
- Хаји Султанали џамија
- Национални уметнички музеј Азербејџана (Палата Де Бур).
- Палата Исмаилија у Бакуу.
- Палата Сејида Мирбабајева у Бакуу.
- Азербејџанска државна филхармонија
- Градска управа Бакуа
- Палата среће
- Порт Баку куле и Порт Баку Резиденције